# Gavriil Pop
Gavriil Pop (n. 4 noiembrie 1818, Sălicea, Cluj – d. 9 mai 1883, Lugoj) a fost un preot, istoric român, membru corespondent al Academiei Române.